# Livre 3 d'Avatar : La Légende de Korra
 (novembre 2023).
Si vous disposez d'ouvrages ou d'articles de référence ou si vous connaissez des sites web de qualité traitant du thème abordé ici, merci de compléter l'article en donnant les références utiles à sa vérifiabilité et en les liant à la section « Notes et références ».
Chronologie
Livre 2 Livre 4
Cet article présente le guide des épisodes du Livre 3 de la série télévisée La Légende de Korra (The Legend of Korra),,.

## Épisodes

### Épisode 1:Une bouffée d'air pur
Deux semaines se sont écoulées depuis l'affrontement entre Unavaatu et l'Esprit de l'Avatar Korra dans la baie de la Cité de la République. La ville porte encore les stigmates du combat avec la présence de lianes spirituelles, créant des poches de forêt dans plusieurs quartiers de la cité. Korra échoue dans ses tentatives de libération des quartiers envahis et sa réputation en souffre auprès des habitants et du Président Raiko.
Pendant ce temps, Bumi, qui s'amuse avec un esprit, chute depuis un arbre au sommet d'une crevasse. Il tombe de plusieurs mètres mais il amortit sa chute avec une maîtrise réflexe de l'air. Étonné, il s'empresse de le raconter à Tenzin et à sa famille mais ces derniers ne le croient pas jusqu'à ce que Meelo lui lance une assiette, ce qui déclenche un autre réflexe sous les yeux de Tenzin, Korra, Bolin et Asami.
Entretemps, Mako se rend dans un magasin où un homme, qui n'arrivait pas à contrôler sa maîtrise de l'air, s'enfuit, terrifié. L'homme, qui se nomme Tau, se retrouvera ensuite sur le pont Kyoshi de la Cité de la République avant d'être sauvé par Korra d'une chute vertigineuse. Peu après, le Président Raiko ordonne à Korra de quitter la ville. Korra décide de partir avec Tenzin à la recherche d'autres maîtres de l'air.

### Épisode 2:Renaissance
Zahir, devenu un Maître de l'Air, profite de ses pouvoirs pour délivrer ses coéquipiers : Ghazan, un maître de la Terre et de la Lave, et Ming-Hua, une redoutable maître de l'Eau.
Sur l'île du Temple de l'air, Korra, Tenzin, Bumi et Jinora montent à bord du Dirigeable d'Asami pour rechercher des maîtres de l'Air au Royaume de la Terre et Bolin convint Mako de venir avec eux. Sur le Chemin vers Ba-Sing-See, le Groupe trouve des maîtres de l'Air mais, à cause de la mauvaise pédagogie de Tenzin, personne ne veut se joindre à eux. Dans un village avant d'arriver à la Capitale du Royaume de la Terre, le Groupe réussit à recruter un jeune maître de l'air du nom de Kaï. Mais ce dernier est aussi un petit voleur qui tente d'abuser de la bonne volonté du groupe pour fuir la police locale. Cependant, même si Mako le garde à l'oeil, Korra et Tenzin l'accepte dans leur équipe.

### Épisode 3:La reine de la terre
L'équipe de l'Avatar arrive enfin à sa destination : la ville Fortifiée de Ba-Sing-Se. Bolin est particulièrement enthousiaste à l'idée de voir enfin la ville où a grandi son père. Dès leur atterrissage dans le Cercle Intérieur, le groupe est accueilli par le Grand Secrétaire Gun, qui les conduit vers leurs appartements.
Tandis que Mako et Bolin partent à la recherche de Kaï, qui a disparu, Korra s’entretient avec la Reine de Terre. Cette dernière est très exigeante et arrogante, criant sans cesse sur ses sujets, aussi bien que Korra n'a même pas le temps de lui expliquer la situation. L'avatar accepte cependant d’exécuter une mission de sécurité dans un village voisin, afin d'améliorer les relations entre elles.
Pendant ce temps, Mako et Bolin retrouvent la trace de Kaï, volant à la tire des gens du Cercle intérieur. Après une course-poursuite dans les rues, Kaï coince les deux frères dans le métro de la ville, qui les dépose dans le Cercle extérieur. Ils se rendent compte aussi que le petit gredin leur a pris leur argent et qu'ils ne peuvent reprendre le trajet retour. Dans le Cercle Intérieur, ils se font attraper par un vendeur de fruits quand le père de ce dernier a une révélation : le Père de Bolin et Mako est son frère et, par conséquent, ce sont ses neveux ! Il s'empresse alors de les mener au reste de la famille. Mako et Bolin rencontrent alors leur grand-mère.
Korra et Asami partent remplir la mission de la reine : protéger une collecte d'impôts dans un village voisin. Peu après, la collecte est attaquée par un gang de baroudeurs mais l'Avatar et la présidente de Future Industries réussissent à les mettre en déroute. En partant, le chef vocifère que l'or appartient au peuple de la Terre et non à la Reine, Korra sentant qu'il a en partie raison. En revenant au Palais, la Reine informe Korra qu'il n'y a pas de maître de l'Air à Ba-Sing-Se et demande à l'Avatar de partir dans les plus brefs délais, ce qui provoque la colère de Korra.
Le soir venu, Bolin et Mako mangent avec leur famille quand ils apprennent qu'un de leur cousins s'est mis à maitriser l'Air mais que deux Agents du Daï-Li l'ont emmené. Au même moment, dans le Cercle intérieur, Kaï est enlevé par des agents du Daï-Li.

### Épisode 4:En proie au danger
Zuko, Tonraq, Eska et Desna attendent de pied ferme l'arrivée de Zahir, qui arrive avec son équipe. Tandis que lui et Ghazan occupent les Défenseurs, Ming-Hua pénètre dans la prison et libère P'Li, une maître du Feu et de la Combustion. Le quatuor met en échec les derniers combattants et s'échappent.
À Ba-Sing-Se, Bolin et Mako retrouvent Korra et Asami et les préviennent des manœuvres de la Reine. Au même instant, la Reine arrive et leur indique que des maitres de l'Air se trouvent dans une Province lointaine et leur ordonne de partir le soir même. Asami réussit à gagner du temps. Mako pense à commencer les recherches au Lac Laogaï, l'ancienne forteresse du Daï-Li. Mais une fois sur place, Jinora transcende son esprit dans les ruines et découvre que la place forte est abandonnée depuis des lustres. Korra demande alors à Jinora de retrouver Kaï grâce à sa connexion sentimentale. La jeune maître spirituelle réussit à se connecter à Kaï, enfermé dans un cachot pour avoir désobéit à un instructeur du Daï-Li, et découvre que lui et les autres maîtres de l'Air se trouvent sous le Temple de la Reine, dans le Cercle Intérieur. L'équipe planifie un plan d'évasion quand Lin Beifong arrive et demande à Korra de la suivre pour être mise en sécurité, lui expliquant la situation : Zahir  a tenté d'enlever Korra il y a 13 ans et qu'il est de nouveau à sa recherche. Mais Korra refuse d'abandonner les maîtres de l'Air.

### Épisode 5:Le clan du métal
Le Groupe reçoit un appel indiquant qu'un nouveau maître de l'air s'est manifesté dans la cité du métal de Zao Fu. Cependant, Lin Beifong n'est pas très enthousiaste à l'idée de se rendre là-bas. Elle va même jusqu'à rester dans l'aéronef et demander au reste du groupe de ne pas révéler sa présence. Korra, Bolin, Mako et Asami sont accueillis par Aiwei, le Conseiller de Zao Fu, qui les conduit auprès leur chef, Suyin, qui est aussi la mère de la maître de l'Air, Opal, qui semble plaire à Bolin. Suyin apprend aussi par Aiwei que Korra cache une autre personne. Korra révèle la présence de Lin et Suyin lui apprend que Lin est sa demi-sœur. Mais la tension monte entre les deux filles de Toph. De plus, Su souhaite que Korra entraîne Opal dans la cité du métal tandis que Lin veut reprendre la route vers la Cité de la République. Au soir, Su invite l'équipe de l'Avatar à un banquet avec sa famille, où Bolin et Asami sont surpris de retrouver Varrick, devenu scientifique à Zhaofu. Mais le repas est brutalement interrompu par Lin qui enrage face à sa demi-sœur et quitte la salle de banquet.

### Épisode 6:De vieilles blessures
L'équipe de l'Avatar, sans Lin Beifong, déjeune en compagnie de Su Beifong et sa famille. Korra explique durant le repas qu'elle n'a pas appris à manipuler le métal. Su décide de lui apprendre à elle et à Bolin mais ce dernier refuse. Pendant ce temps, sur un conseil de Aiwei, le Commandant Beifong va chez un acupuncteur afin de déstresser. L'acupuncture fait alors resurgir des souvenirs refoulés : les premières tensions entre Lin, inspectrice à la Cité de la République, et Su, qui traînait avec un gang de voyous, le jour où Lin surprend Su sur une scène de vol, où Su blesse Lin au visage, la décision de Toph de bannir Su de la Cité de la République et de déchirer le rapport de Lin pour éviter les poursuites.
Entre-Temps, Korra réussi à apprendre la maîtrise du métal. Opal se rapproche de Bolin, qui lui révèle qui l'a toujours voulu maîtriser le métal mais qu'il n'y ait jamais arrivé. L'entrainement de Korra est alors interrompu par Lin, mal en point, qui provoque sa demi-sœur en combat de maîtrise. Après un rapide mais intense affrontement, Opal les arrêtent toutes les deux et Lin s'effondre de fatigue. À son réveil, elle finit par faire la paix avec elle-même, Su et Opal, qui finit par accepter d'aller au Temple de l'Air boréal.

### Épisode 7:Les premiers maîtres de l'air
Au Temple de l'Air boréal, Tenzin enseigne le savoir des Nomades de l'Air aux nouveaux arrivants, qui sont peu enclin à l'écouter. Quand Kya et Pemma arrivent avec ceux du Temple de la Cité de la République, Tenzin est informé que Zahir est venue sur l'Île du Temple pour y dérober une amulette appartenant au Gourou Laghima. Elle conseille aussi à Tenzin de demander de l'aide à Bumi.
Entre-temps, Kaï et Jinora se promenèrent et découvrent des petits bisons volants. Bumi apporte à Tenzin des techniques d'entrainement de la Marine. Mais le Maître de l'Air les appliquent de manière littérale, si bien que les apprentis, Bumi et même Jinora refuse de continuer. Pour se changer les idées, Elle et Kaï tentent de retrouver les bisons volant mais ils sont capturés par des braconniers. Jinora réussit cependant à communiquer avec un esprit.

### Épisode 8:Terreur dans la ville
Un jour de plus se termine à Zao Fu. Korra maîtrise maintenant parfaitement le métal. Après un Banquet d'Adieu, Opal quitte sa ville natale pour le Temple de l'Air boréal, au grand dam de Bolin. Peu après, les gardes ordonnent le verrouillage des dômes métalliques pour la nuit. Mais, au cours de la nuit, Zahir et son équipe ont réussi à entrer dans Zao Fu et à droguer Korra pour l'enlever. Heureusement, Pabu les aperçoit et réveillent Bolin puis Mako. L'alerte est donnée et les bandits se retranchent derrière un mur de lave. Lin et Su décident donc de récupérer l'Avatar en passant par la pointe du dôme tandis que Bolin et Mako font diversion sur P'Li. Bolin finit justement par l'étourdir avec un tir de roc bien placé au moment où elle tenta un tir de combustion et les deux filles de Toph purent sauver Korra, ne laissant d'autres choix aux bandits que la retraite. Pour l'équipe de l'Avatar, cela ne fait aucun doute : Quelqu'un a aidé Zahir et sa bande à pénétrer les fortifications.
Le lendemain, Korra et ses amis interrogèrent les gardes. Même Varrick et Su passent devant Aiwei, qui a la capacité de détecter les mensonges. Après plusieurs interrogatoires, Aiwei suspecte un garde et demande à fouiller son appartement, où des preuves attestent de la traîtrise du garde. Cependant, Mako ne marche pas : les preuves sont trop voyantes. Varrick vient confirmer la théorie de Mako et ce dernier donne même un autre suspect, le seul qui peut garder un secret à Zao Fu : Aiwei.

### Épisode 9:La planque
Korra, Asami, Bolin et Mako arrivent dans un village du Royaume de la Terre. Ils remarquent qu'ils sont recherchés pour crimes contre la Reine de la Terre et doivent reprendre leur route. Pendant ce temps, Su met Lin au courant du départ de l'Avatar, ce qui fait à nouveau enrager la Commandante de Cité de la République, qui part à son tour à la recherche de Korra.
Plus tard dans la journée, Korra et ses amis retrouvent la jeep d'Aiwei non loin de l'Oasis des Palmiers Brumeux. Tandis que Korra et Asami fouillent la jeep, Mako et Bolin partent à l'Oasis pour trouver l'ex-conseiller. Les deux frères réussissent à retrouver la trace d'Aiwei. Entre-temps, Asami trouve une note de Zahir dans la jeep abandonnée, donnant rendez-vous à Aiwei dans le Bosquet de Xai Bau au crépuscule. Plus tard, l'équipe de l'Avatar se regroupe et met les informations en commun[pas clair]. Mako propose d'attendre que Aiwei aille au rendez-vous, afin de capturer Aiwei, Zahir et sa bande dans le même temps.
Le groupe finit par acheter une chambre en face de celle d'Aiwei. En attendant l'heure de rendez-vous, Mako et Korra surveillent Aiwei tandis qu'Asami et Bolin tuent le temps en jouant au Paisho. Mais au crépuscule, Aiwei ne se montre pas. Korra perd patience et défonce la porte de sa chambre, découvrant qu'Aiwei est en état de méditation. L'Avatar comprend alors la situation : le Bosquet de Xai Bau se trouve dans le monde spirituel. Korra rentre à son tour dans le monde des esprits.
Dans le Monde spirituel, Korra trouve Aiwei et Zahir au Bosquet. Ce dernier le tient pour responsable de l’échec à Zao Fu et jette l'esprit du traître dans le Brouillard des Âmes Perdues. Korra fait alors face au Criminel mais ce dernier ne veut pas combattre et accepte de révéler des informations. Lui et son groupe font partie d'un ordre dissident du Lotus Blanc, appelé Le Lotus Rouge. L'idée d'enlever l'Avatar il y a 13 ans venait d'Unalaq, alors membre du Lotus Rouge avant qu'il les trahisse. Leur but est de faire tomber les leaders de gouvernements corrompus, tels que la Reine de la Terre ou le Président Raiko de la Cité de la République, pour ramener l'ordre naturel, le chaos, dans le monde.
Pendant ce temps, Mako,  Bolin et Asami sont pris à partie par Ghazan et Ming-Hua, Zahir les ayant avertis de leur cachette. Les deux frères tentent de retenir leurs adversaires tandis qu'Asami fuit avec le corps de Korra mais ils sont capturés. peu de temps après, Asami et le corps de Korra sont capturés à son tour.

### Épisode 10:Longue vie à la reine
Korra et Asami sont transférées de For-Basco, une prison du désert, à la capitale de la Terre à bord d’un dirigeable. Grâce à un défaut de conception, Asami réussit à se délivrer et libère l'Avatar. Les deux femmes tentent ensuite de prendre le contrôle du dirigeable mais, dans le feu de l'action, Korra détruit accidentellement les commandes et le ballon s'écrase dans le désert du Si Wong.
Pendant ce temps, le Lotus Rouge, avec Mako et Bolin, arrive à Ba-Sing-Se et rencontre la reine de la Terre. Zahir offrent les deux amis de l'Avatar en cadeau à la souveraine et ne demande en échange qu'à récupérer Korra ; mais cette dernière n'est pas encore arrivée. Mako et Bolin sont alors envoyés dans les prisons du donjon.
Entre-temps, Le commandant Beifong suit la piste de Korra et retrouve leur Jeep auprès de celle d'Aiwei, ainsi que Naga et Pabu. Elle contacte ensuite Tonraq et lui donne rendez-vous à l'oasis des Palmiers brumeux.
Korra, Asami et l'équipage du dirigeable unissent leurs forces et finissent de reconstruire leur appareil de vol. Mais le dirigeable est totalement détruit par une créature du Sable ; Asami a alors l'idée de construire un char-à-voile avec les restes de la carlingue du ballon.
À Ba-Sing-Se, Zahir infiltre secrètement la salle du Trône et apprend en même temps que la reine le crash du dirigeable qui devait amener l'Avatar. Il décide donc de passer à l'attaque : le Lotus Rouge défait la garde royale et Zahir tue la reine en la privant de son air. Il prévient ensuite les habitants de la ville qui, pris de panique, sèment le chaos. Le leader du Lotus Rouge va ensuite à la prison voir Mako et Bolin et leur demander de transmettre un message à Korra.

### Épisode 11:L'ultimatum
Ba-Sing-Se est en proie au chaos le plus total. Dans la confusion, Mako et Bolin réussissent à s'enfuir de la prison et à rejoindre la cour du Palais, où se trouvent des Dirigeables du royaume de la Terre. Avec l'aide de l'un d'eux, les deux frères arrivent à mettre en sécurité leur famille et à quitter la Capitale en flamme. Peu après, ils atterrissent à l'Oasis et retrouvent le reste du groupe. Mako délivre alors le message de Zahir à Korra : L'Avatar doit se livrer au Lotus Rouge ou bien lui et des sbires élimineront la jeune Nation de l'Air.
Le petit groupe retourne à Zao Fu afin de pouvoir communiquer par radio avec le Temple de L'air boréal. Une fois la transmission établie, Korra tente de prévenir Tenzin de l'arrivée imminente de Zahir mais il est trop tard : Le Lotus Rouge est déjà là ! Tenzin, aidé par Kaï, Jinora, Kya et Bumi, tente de rassembler les Maîtres de l'Air pour les mettre à l'abri mais Ghazan, Ming-Hua et P'Li les repoussent vers l'intérieur des terres. Bumi et Kya affrontent alors les maîtres de l'Eau et de la Lave pendant que Tenzin se bat en duel de l'Air face à Zahir et que Jinora et Kaï mènent les autres maîtres vers l’enclos des Bisons-volants. Mais c'était sans compter sur la Maître de la combustion qui fait fuir les bisons et assomme Kaï qui tombe dans le vide.

### Épisode 12:Embrasse le néant
Alors qu'ils se rendent vers le Temple de l'air Boréal, les amis de Korra élaborent un plan pour libérer les maîtres captifs mais l'Avatar préfère se rendre, ne souhaitant pas risquer le futur de la Nation de l'Air. Après des négociations avec Zahir par radio, ce dernier lui ordonne de se rendre seule au sommet du pic de Laghima en échange des maîtres du Temple. Cependant, Su finit par mettre au point une stratégie : Korra se rendra à Zahir tandis que Mako, Bolin et Asami iront récupérer les  prisonniers et que Tonraq, Lin, Su et les gardes de Zao Fu se tiendront secrètement en renfort pour aider l'Avatar. Pendant ce temps, Zahir médite sur les enseignements du gourou Laghima.
Le moment venu, Korra part pour le point de rendez-vous, où se trouvent Zahir et P'Li, alors que ses trois amis arrivent au temple de l'Air et sont accueillis par Ghazan qui surveille Tenzin et les prisonniers. Après que Korra soit faite prisonnière par P'Li, Mako se dirige vers les prisonniers ... mais c'est un piège : les maîtres étaient en réalité des marionnettes d'eau animées par Ming-Hua. Les affrontements commencent, Tonraq et les Maîtres du Métal arrivant pour prêter main-forte à une Korra enchaînée de platine.
Au temple, Ghazan inonde les salles de lave, forçant Mako, Bolin, Asami et Tenzin à fuir vers des galeries souterraines. Au pic, Zahir projette Tonraq dans le vide et capture Korra. C'est alors que Su sauve Lin en tuant P'Li, en bloquant une de ces combustions autour de sa tête. Encerclé par les filles de Toph, Zahir récite une dernière fois l'enseignement du Gourou et plonge dans le vide avec Korra. Les deux sœurs sont alors surprises de découvrir Zahir ... léviter dans les airs et s'enfuir avec l'Avatar. Pendant ce temps, les amis de Korra réussissent à fuir le Temple grâce à l'arrivée de Kaï et Bolin qui se découvre une maîtrise de la Lave.

### Épisode 13:Le venin du Lotus Rouge
Dans les cavernes du Lotus Rouge, les disciples de Zahir injectent le poison dans le corps de Korra. Le Maître de la lévitation lui explique que ce poison ne va pas la tuer mais seulement l'affaiblir et la placer dans l'état d'Avatar, ce qui leur permettra de rompre le cycle de l'Avatar et d'instaurer une nouvelle ère de liberté totale. Plus loin dans la grotte, la conscience spirituelle de Jinora espionne la scène.
Pendant ce temps, Mako, Bolin, Asami et les autres, guidés par Kaï, trouvent l'entrée des cavernes. Ensemble, ils réussissent à trouver les maîtres de l'air prisonniers et à les libérer. Au même moment, le poison commence à agir et Korra lutte pour ne pas entrer dans l'état d'Avatar et finit par voir des hallucinations de ses anciens ennemis (Amon, Unalaq et Vaatu). Finalement, Korra entre en état d'Avatar mais elle entre aussi dans une rage incontrôlable et réussit à briser ses chaînes. Tandis que Lin, Su et Asami évacuent les maîtres de l'Air, Mako, Bolin et Tonraq arrivent dans la caverne principale et voient Zahir et Korra s'affronter en quittant la grotte. Tonraq décide de suivre sa fille tandis les deux frères affrontent Ming-Hua et Ghazan. Dehors, Tonraq et les maîtres de l'Air assistent au duel de fureur entre l'Avatar et le Chef du Lotus Rouge. Jinora a alors une idée pour stopper Zahir.
Après un affrontement intense, Korra devient trop faible à cause du poison dans ses veines et Zahir s'apprête à la priver de son air. Dans la grotte, Mako électrocute Ming-Hua et Ghazan, qui ne souhaite pas retourner en prison, se suicide en inondant la grotte de lave. Bolin et Mako réussissent néanmoins à fuir à temps. Alors que Zahir s’apprête à tuer Korra, les Maîtres de l'Air, guidés par Jinora, créent un énorme tourbillon d'air qui déstabilise Zahir. L'Avatar est libérée et réussit à neutraliser le maître de la lévitation. Su, sur les indications de Jinora, finit par retirer le poison, qui est métallique, du corps de Korra.